# Juan Antonio Abad Pérez
Juan Antonio Abad Pérez (n. Arnedo, La Rioja, 2 de septiembre de 1958) es un político y economista español, miembro del Partido Popular.
Fue alcalde en su pueblo natal Arnedo, diputado por La Rioja en el Congreso de los Diputados y también es miembro territorial de la Federación Española de Municipios y Provincias.

## Biografía
Es licenciado en Ciencias Económicas y Empresariales por el Instituto Católico de Administración y Dirección de Empresas (ICADE) de la ciudad de Madrid. Tras finalizar sus estudios universitarios comenzó trabajar como economista. Entró en el mundo de la política ingresando como miembro del Partido Popular. Años más tarde comenzó a dirigir el Partido Popular municipal con el que se presentó en 2003 a la alcaldía de Arnedo logrando ser elegido Alcalde en la localidad riojana por mayoría absoluta siendo reelegido en las elecciones siguientes. En el mismo año de su primera elección también se presentó como candidato a diputado en las listas del Partido Popular para las Elecciones al Parlamento de La Rioja de 2003 donde logró conseguir un escaño durante la V, VI Legislatura autonómica.
Posteriormente abandonó su escaño en el parlamento autonómico riojano y consiguió un escaño en el Congreso de los Diputados tras haberse presentado como candidato del PP para las Elecciones generales de España de 2011, consiguiendo entrar con su escaño en la X Legislatura de España iniciada el día 13 de diciembre del año 2011, donde fue vocal de la Comisión parlamentaria de Seguridad vial y Movilidad sostenible. Actualmente es vocal de la comisión de Economía y Competitividad, de Empleo y Seguridad Social y también es secretario primero de la Comisión de Hacienda y Administraciones Públicas.
Desde el día 25 de abril de 2012 pasó a ser miembro del Consejo Territorial de la Federación Española de Municipios y Provincias.